# Columbus (film)
Ne doit pas être confondu avec Columbus (film, 1923) ou Columbus (film, 2018).
Pour les articles homonymes, voir Columbus.
Pour plus de détails, voir Fiche technique et Distribution.
Columbus est un film dramatique américain écrit, réalisé et monté par Kogonada et sorti en 2017. Ce film est le premier long métrage du réalisateur, précédemment auteur d'essais vidéo.
Le film suit le fils d'un érudit en architecture renommé (John Cho) qui se retrouve bloqué à Columbus, dans l'Indiana, et se lie d'amitié avec une jeune passionnée d'architecture (Haley Lu Richardson) qui travaille à la bibliothèque locale. Michelle Forbes, Rory Culkin et Parker Posey apparaissent dans des seconds rôles. Le film a été présenté en première au Festival du film de Sundance 2017 et est sorti aux États-Unis le 4 août 2017 par le Sundance Institute et est acclamé par la critique.

## Synopsis
À Columbus, Indiana, Jin Lee arrive de Corée du Sud pour veiller sur son père qui, alors qu'il était en visite dans la ville pour donner une conférence sur l'architecture, est tombé dans le coma et se trouve maintenant dans un hôpital local. Un jour, Jin rencontre Casey, une jeune femme qui travaille dans une bibliothèque proche de l'hôpital. Casey vit avec sa mère, une toxicomane en convalescence, dont elle prend soin.
Casey et Jin établissent rapidement une relation alors qu'elle le guide dans Columbus pendant plusieurs jours. Ils discutent de l'architecture locale tout en s'ouvrant simultanément sur eux-mêmes. Jin révèle ses sentiments de ressentiment envers son père, car il pense qu'il se souciait plus de son travail que de lui. Casey parle également de son rêve d'obtenir un emploi dans l'industrie de l'architecture. Cependant, elle avoue qu'elle ne peut pas quitter sa mère pour poursuivre cette idée. Jin dit qu'il s'agit de sa vie et qu'elle se retient d'assumer son envie.
Une nuit, Casey et Jin se promènent dans Columbus quand Casey découvre que sa mère lui avait menti et a peut-être rechuté. À la suite de cet incident, Casey en vient à la conclusion qu'il est dans son intérêt de passer à autre chose et décide de quitter Columbus afin de poursuivre son rêve. Jin et Casey partagent un tendre câlin d'adieu et Casey part, tandis que Jin reste au chevet de son père.

## Fiche technique
- Titre original : Columbus
- Réalisation : Kogonada
- Scénario : Kogonada
- Musique : Hammock (en)
- Photographie : Elisha Christian
- Montage : Kogonada
- Direction artistique : Adriaan Harsta
- Pays de production : États-Unis
- Langue originale : anglais
- Genre : drame
- Durée : 104 minutes
- Dates de sortie :  
  - États-Unis : 22 janvier 2017 (Festival du film de Sundance)
  - Belgique : 11 octobre 2017 (Festival du film de Gand)

## Distribution
- John Cho dans le rôle de Jin Lee, un coréen-américain qui travaille en Corée du Sud pour traduire la littérature en anglais.
- Haley Lu Richardson dans le rôle de Casey, une récente diplômée du secondaire et employée de bibliothèque qui s'occupe de sa mère tout en rêvant d'être architecte.
- Parker Posey dans le rôle d'Eleanor, assistante de longue date de Jae Yong Lee pour qui Jin a nourri des sentiments dans le passé.
- Michelle Forbes dans le rôle de Maria, la mère ouvrière de Casey, qui est une toxicomane en convalescence.
- Rory Culkin dans le rôle de Gabriel, un doctorant et ami collègue de Casey.
- Erin Allegretti dans le rôle d'Emma, une amie de lycée de Casey.
- Shani Salyers Stiles dans le rôle de Vanessa, une collègue de Maria.
- Joseph Anthony Foronda dans le rôle de Jae Yong Lee, le père de Jin et un professeur d'architecture acclamé qui tombe dans le coma.
- Reen Vogel : Cleaner
- Rosalyn R. Ross : Christine (as Rosalyn Ross)
- Lindsey Shope : Sarah
- Jem Cohen (en) : Staff
- Caitlin Ewald : Bartender
- Jim Dougherty : Aaron
- Alphaeus Green Jr. : ICC Guide
- Wynn Reichert : Miller House Guide
- Tera Smith : Employé de l'hôpital (non crédité)
- William Willet : Maria's Supervisor (non crédité)

## Production

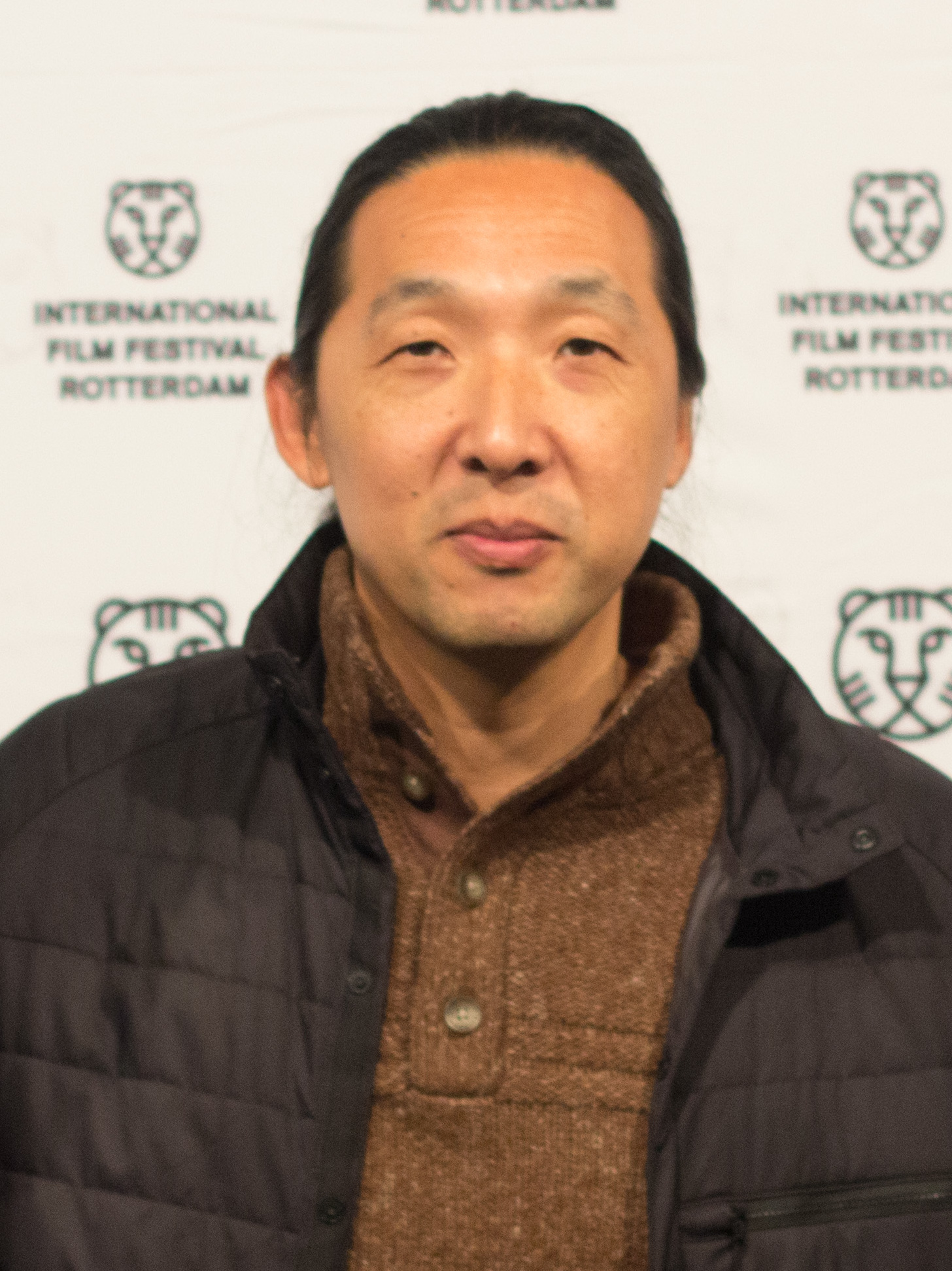
Scénariste, réalisateur et monteur Kogonada

Le film a été tourné sur place à Columbus, dans l'Indiana, pendant 18 jours. Le tournage du film a commencé le 31 juillet 2016 et s'est terminé le 20 août 2016.
Kogonada a été inspiré par le réalisateur Yasujirō Ozu, en particulier de son film Été précoce de 1951, incorporant des éléments de son style et de sa sélection de plans dans Columbus. Il note l'utilisation similaire de l'espace négatif à Columbus, expliquant que « l'architecture est la structuration du vide », qu'il compare à celle de l'émotion humaine.

### Architecture
Parmi les bâtiments modernistes remarquables qui figurent dans le film figurent la First Christian Church (en) par Eliel Saarinen, l'Irwin Conference Center (en),la  Miller House et la North Christian Church par Eero Saarinen (fils d'Eliel) et la Cleo Rogers Memorial Library (en) par I.M. Pei.
Kogonada a visité la ville de Columbus en vacances. Inspiré par l'architecture de la ville, il a déclaré qu'il « voulait vivement qu'elle fasse partie du premier film que j'allais réaliser ». Il décrit les bâtiments de cette ville comme ayant « une prémisse extraordinaire pour le drame » et dont l'architecture forme le terrain d'entente entre Jin et Casey lorsqu'ils se rencontrents pour la première fois.

## Sortie
Le film est présenté en première au Festival du film de Sundance 2017 le 22 janvier 2017. Le film sort par le Sundance Institute le 4 août 2017. Le film sort ensuite, le 5 octobre 2018, au Royaume-Uni et en Irlande.